# Journey to Tantraland
Journey to Tantraland is een studioalbum van Cyrille Verdeaux. Het album is waarschijnlijk opgenomen in zijn eigen geluidsstudio te Santa Barbara. Journey to Tantraland behandelt de tweede Chakra: Svadhisthana gaat over seks en voedsel. De muziek is zeer rustig binnen het genre elektronische muziek, het neigt naar new agemuziek.

## Musici
- Cyrille Verdeaux – toetsinstrumenten, elektronica
- Dallas Smith – bamboefluit, lyricon

## Muziek
Alle van Verdeaux

| Nr. | Titel                             | Duur  |
| --- | --------------------------------- | ----- |
| 1.  | Shambala                          | 9:46  |
| 2.  | Rainbow bubbles                   | 6:28  |
| 3.  | Journey to the center of the head | 9:47  |
| 4.  | Moraga Hall                       | 5:45  |
| 5.  | Flute-mirroir                     | 4:53  |
| 6.  | Meditation Lyricon                | 17:04 |
| 7.  | Flying carpet                     | 6:36  |

Chakra 1: Ethnicolor's ·
Chakra 2: Journey to Tantraland ·
Chakra 3: Solar Transfusion ·
Chakra 4: Flowers from Heaven ·
Chakra 5: Rhapsodies pour la planète bleue ·
Chakra 6: Piano for the Third Ear ·
Chakra 7: Nocturnes digitales